# 嫩桂正栄
嫩桂正栄（どんけい しょうえい）は、鎌倉時代後期から南北朝時代の臨済宗法燈派の僧。

## 経歴・人物
心地覚心の法を継ぎ、京都建仁寺の蔵典をつとめる。のち諸方を遍歴後、美濃の南朝・昭慶門院領であった大桑に20余年庵居する。同門に請われ紀伊興国寺の住持をつとめる。そののち美濃守護土岐頼康が厚見郡に創建した霊楽山正法寺（戦国時代前期に発生した船田合戦で廃寺）にまねかれ開山となる。